# HŽ serija 7123
HŽ serija 7123 je serija nagibnih dizelskih motornih vlakova Hrvatskih željeznica, koje je proizvela tvrtka Bombardier Transportation. Originalni naziv mu je RegioSwinger. RegioSwinger prvotno je proizvodio ADtranz iz Hennigsdorfa, prije nego što je postao dio Bombardier Transportation 2001. godine. 
Radi se o klimatiziranom dvodjelnom dizelskom hidrauličnom motornom vlaku sa 134 sjedeća mjesta. Najmanja pogonska jedinica je dvostuki motorni vagon s disel motornim učinkom od ukupno 1118 kW. Može postići brzinu do 160 km/h. U višestrukoj vuči se s upravljačkog mjesta mogu voziti do 4 vozila (tada dužina kompozicije iznosi 207 m, i raspolaže s 536 sjedećih mjesta).
Ovaj vlak namijenjen je za prijevoz putnika u regionalnom prometu na neelektrificiranim zavojitim prugama. Osim u Hrvatskim željeznicama, vlak je u voznom parku Njemačkih željeznica (Deutsche Bahn) kao klasa 612. Od izvorno nabavljenih 8 garnitura, dvije su uništene u nesrećama dok je od preostalih šest garnitura njih pet u aktivnom prometu. Vlak tijekom cijele godine vozi dnevne InterCity vlakove na relaciji Zagreb-Split, te studentske brze vlakove za Osijek i Požegu tijekom akademske godine.

## Nesreća 2009. godine
Dana 24. srpnja 2009. vlak ovog tipa iskočio je iz tračnica iz još neutvrđenih razloga pokraj Kaštela na relaciji Zagreb-Split. Šestero je osoba poginulo, a oko 50 je ozlijeđeno, od kojih osmero teže. U vlaku se nalazio 91 putnik, među kojima dosta stranih turista. Vlak je u potpunosti izletio iz tračnica, a jedan se vagon od siline udarca prepolovio. Ova nesreća smatra se najtežom željezničkom nesrećom u Republici Hrvatskoj.
Naknadna istraga je međutim pronašla kako je utjecaj na nesreću imalo i neispravno korištenje retardanta za požare (sredstva za zaštitu od požara), koje je završilo i na gornjoj tračnici, te stvorilo glatki klizni sloj. Sredstvo je namijenjeno samo za pragove, nije za tračnice (tračnice ne gore, samo se deformiraju kod topline). Došlo je do efekta klizanja i nemogućnosti kočenja. Pruga na navedenom mjestu ima i znatan nagib te je to doprinijelo nemogućnosti kontrole brzine i do iskakanja iz tračnica. Sretna okolnost je što se vlak zaustavio pokraj pruge, samo nekoliko metara od provalije. Nekoliko minuta nakon nesreće, radno vozilo također je izgubilo kontrolu, projurilo, udarilo dijelom u olupinu vlaka i također iskočilo iz tračnica, zaustavivši se poprečno na tračnice. Nagibni vlak koji je izletio iz tračnica danas se nalazi na spremištu za manevarske lokomotive u Solinu.

## Nagibna tehnika
Posebnost ovoga motornog vlaka je u tome, jer je izveden kao nagibni vlak. Nagibna tehnika učinkovita je iznad brzine vlaka od 70 km/h, a nije učinkovita kod njegove preopterećenosti. Vlak koristi električni sustav naginjanja, razvijen za tenk (za precizno gađanje topom na neravnom terenu pri većim brzinama). Sustav se pokazao dosta problematičan, iako su problemi u međuvremenu uklonjeni, ali se pokazao kao vrlo zahtjevan za održavanje (pri korištenju je prisutno veće trošenje mehanizma), za razliku od hidrauličkih sustava, kakve koriste neki drugi vlakovi.

## Tehničke odlike
- Graditelj: BT Bombardier Transportation, Njemačka
- Godina izgradnje: od 1998. do danas (za HŽ 2004.)
- Raspored osovina: 2’B’+B’2’
- Vrsta Dieselova motora: Cummins QSK 19
- Snaga Dieselova motora: 2 × 560 kW
- Vrsta prijenosa: dizelsko-hidraulični
- Najveća brzina: 160 km/h
- Masa: 98 t
- Duljina: 51,75 m
- Broj sjedećih mjesta: 146

## Vanjske poveznice
- Tehničke karakteristike vučnih vozila, stranica Hrvatskih željeznica